# Chendo
Miguel Porlán Noguera (* 12. Oktober 1961 in Totana, Murcia), Spielername Chendo, ist ein ehemaliger spanischer Fußballspieler.

## Karriere
Chendo wechselte im Alter von 15 Jahren von der Jugend seines Heimatvereins Totana in die Jugendabteilung von Real Madrid. Er spielte drei Jahre für die zweite Mannschaft Real Madrid Castilla. In der Saison 1982/83 bekam er unter Trainer Luis Molowny einige Einsätze in der ersten Mannschaft, und bereits ein Jahr später war er fester Bestandteil des Teams. In seinen 16 Jahren bei Real Madrid erreichte Chendo, der zumeist die Position des rechten Außenverteidigers besetzte, eine Vielzahl von Titeln. Sieben Mal konnte er die spanische Meisterschaft gewinnen, zwei Mal den Pokal, fünf Mal den Supercup und einmal den Ligacup. International eroberte er mit Real Madrid zweimal den UEFA-Pokal und in seiner letzten Saison schließlich die UEFA Champions League.

## Nationalmannschaft
Mit der spanischen Nationalmannschaft bestritt Chendo die WM-Endrunden 1986 und 1990. Insgesamt brachte er es auf 26 Einsätze.

## Erfolge
- 1× UEFA Champions League
  - 1997/98
- 2× UEFA-Pokal
  - 1984/85, 1985/86
- 7× Spanische Meisterschaft
  - 1985/86, 1986/87, 1987/88, 1988/89, 1989/90, 1994/95, 1996/97
- 2× Spanischer Pokal
  - 1988/89, 1992/93
- 5× Spanischer Supercup
  - 1988, 1989, 1990, 1993, 1997
- 1× Ligapokal
  - 1984/85